# 北部灣決議案
北部灣决议案是美国国会在1964年8月7日针对东京湾事件而通过的一项联合决议。該項決議案具有历史意义，因为它授权美国总统林登·约翰逊在未经国会正式宣战的情况下在东南亚使用常规军事力量。决议授权总统可以采取包括武力介入在內的一切必要措施，以协助東南亞條約組織的任何成员抵禦威脅。
在美國参议院，只有韦恩·莫尔斯和歐內斯特·格魯寧兩名參議員對決議案表示反对。格鲁宁表示 「決議案會把我们的美国男孩送进一场与我们无关的战争，这场战争不是我们的战争，有人误导我們卷入这场战争，而且这场战争还在不断升级」。決議案通過後，约翰逊政府依据该决议开始直接介入越南共和国與北越的军事衝突，北越与美国之间开始公开交战。